# 姜亦素
姜亦素（1931年—），男，山东昌邑人，中国电影特技设计师，上海电影制片厂特技设计师、设计组组长。